# Сьмільч
Сьмільч (пол. Śmilcz) — село в Польщі, у гміні Барвиці Щецинецького повіту Західнопоморського воєводства.
У 1975-1998 роках село належало до Кошалінського воєводства.